# 杉沢 (横手市)
杉沢（すぎさわ）は、秋田県横手市の大字。郵便番号013-0001。人口は945人、世帯数は269世帯（2020年10月1日現在）。住居表示は全域で未実施。旧平鹿郡横手町杉沢、旧平鹿郡朝倉村大字杉沢、旧平鹿郡杉沢村・見入野新田村に相当する。

## 地理
横手地域の北東部に位置しており、東側で山内地域と隣接する。西端を国道13号とその旧道である県道272号御所野安田線が南北に縦貫し、中央部で接続している。横手盆地の東端、奥羽山脈の山麓部に位置しており、東部の大部分は山地である。西部は、南西に向かって流れる杉沢川および吉沢川によって形成された扇状地であり、これらの河川や天狗沢・一の坂の溜池などを利用して水田が開かれている。山間部には弥勒、扇頂部に当たる山裾には上台・中島・見入野・吉沢、西端には谷地中・中杉沢の各集落が散在している。式内小社と伝えられる塩湯彦神社の参道登山口に当たる。
全域が都市計画区域に含まれるが、区域区分非設定区域となっている。都市計画法上の用途地域では工業団地の全域が工業専用地域に指定されており、それ以外は未指定。

### 小字
2024年（令和6年）10月5日時点での「横手市（秋田地方法務局大曲支局）登記所備付地図データ」、デジタル庁公表の「アドレス・ベース・レジストリ」の「秋田県 横手市 町字マスター（フルセット） データセット」、横手市公表のオープンデータによれば、杉沢の小字は以下の通りである。
| 町・字 | 町・字         | 出典 | 出典         | 出典       |
| 大字   | 小字           | 登記 | 町字マスター | 行政区一覧 |
| ------ | -------------- | ---- | ------------ | ---------- |
| 杉沢   | 字市ノ沢       | ○    | ○            | ○          |
| 杉沢   | 字ガケ下       | ○    | ○            | ○          |
| 杉沢   | 字角代沢       | ○    | ○            | ○          |
| 杉沢   | 字館泉         | ○    | ○            | ×          |
| 杉沢   | 字吉沢         | ○    | ○            | ○          |
| 杉沢   | 字見入野       | ○    | ○            | ○          |
| 杉沢   | 字見入野天狗沢 | ○    | ○            | ○          |
| 杉沢   | 字糠塚         | ○    | ○            | ○          |
| 杉沢   | 字才ノ神       | ○    | ○            | ○          |
| 杉沢   | 字獅ケ本       | ○    | ○            | ○          |
| 杉沢   | 字七曲         | ○    | ○            | ×          |
| 杉沢   | 字女夫沢       | ○    | ○            | ×          |
| 杉沢   | 字焼止         | ○    | ○            | ×          |
| 杉沢   | 字上台         | ○    | ○            | ○          |
| 杉沢   | 字千刈田       | ○    | ○            | ×          |
| 杉沢   | 字大巻         | ○    | ○            | ×          |
| 杉沢   | 字沢田         | ○    | ○            | ○          |
| 杉沢   | 字谷地中       | ○    | ○            | ○          |
| 杉沢   | 字誕生下       | ○    | ○            | ○          |
| 杉沢   | 字中杉沢       | ○    | ○            | ○          |
| 杉沢   | 字中島         | ○    | ○            | ×          |
| 杉沢   | 字鶴ケ首       | ○    | ○            | ○          |
| 杉沢   | 字鶴谷地       | ○    | ○            | ○          |
| 杉沢   | 字天狗沢       | ○    | ○            | ○          |
| 杉沢   | 字東杉沢       | ○    | ○            | ○          |
| 杉沢   | 字内清水ケ台   | ○    | ○            | ○          |
| 杉沢   | 字南杉沢       | ○    | ○            | ○          |
| 杉沢   | 字野杉沢       | ○    | ○            | ○          |
| 杉沢   | 字弥勒         | ○    | ○            | ○          |
| 杉沢   | 字狼ケ沢       | ○    | ○            | ○          |
| 杉沢   | 字狼ノ沢       | ○    | ○            | ○          |

## 歴史
正保4年（1647年）の『出羽国知行高目録 下』では、杉之沢村として村名が見える。 享保15年（1730年）の『六郡郡邑記』では本村が無く、支郷を総称した村名として記載があり、弥勒村（家数16軒）・上台村（同8軒）・館泉村（同8軒）・谷地中村（同10軒）・御所野村（同7軒）・中杉沢村（同11軒）・中嶋村（同14軒）・見入野村（同7軒）・吉沢村（同7軒）の9支郷が見える。御所野村は、寛文4年（1664年）に茂木弥三郎および横手給人の上遠野監物・上遠野小左衛門・小貫次右左衛門によって開墾され、杉沢村から農民が移住して成立した村だったが、享保年間に安本村の枝郷となった。また、見入野村は延宝9年（1681年）に杉沢村の南部で開墾された村であり、菅江真澄の『雪の出羽路 平鹿郡』によれば、その後見入野村が分出し、見入野新田村となったと記されている。また、御所野村についても宝永から延宝年間に安本村に分属したとされている。

### 沿革
- 1873年（明治6年）2月 - 秋田県第6大区小1区に属する[16]。
- 1874年（明治7年）12月1日 - 杉沢小学校の前身となる「杉沢学校」が、杉沢村字中島185番地に開校[17]。
- 1876年（明治9年） - 杉沢村が見入野新田村を合併[7][15]。
- 1889年（明治22年）4月1日 - 町村制施行に伴い、睦成村・静町村・杉目村・杉沢村・八幡村が合併し、朝倉村となる[16]。杉沢村は朝倉村大字杉沢となる[7]。
- 1933年（昭和8年）4月15日 - 朝倉村が横手町に編入[16]。横手町大字杉沢となる[18]。
- 1951年（昭和26年）4月1日 - 栄村と旭村が横手町に編入、同時に市制を施行[18]。横手市杉沢となる[7]。
- 1971年（昭和46年）4月1日 - 中杉沢簡易郵便局が、杉沢字中杉沢569番地に開局[19]。
- 1983年（昭和58年）3月31日 - 杉沢小学校が、朝倉小学校との統合のため閉校[20]。

## 世帯数と人口
2020年（令和2年）10月1日現在の世帯数と人口は以下の通りである。
| 大字 | 世帯数  | 人口  |
| ---- | ------- | ----- |
| 杉沢 | 269世帯 | 945人 |

### 人口・世帯数の推移
以下は国勢調査による1995年（平成7年）以降の人口の推移。
| 年                 | 人口  |
| ------------------ | ----- |
| 1995年（平成7年）  | 1,156 |
| 2000年（平成12年） | 1,191 |
| 2005年（平成17年） | 1,170 |
| 2010年（平成22年） | 1,110 |
| 2015年（平成27年） | 1,030 |
| 2020年（令和2年）  | 945   |

以下は国勢調査による1995年（平成7年）以降の世帯数の推移。
| 年                 | 世帯数 |
| ------------------ | ------ |
| 1995年（平成7年）  | 282    |
| 2000年（平成12年） | 280    |
| 2005年（平成17年） | 295    |
| 2010年（平成22年） | 292    |
| 2015年（平成27年） | 272    |
| 2020年（令和2年）  | 269    |

## 小・中学校の学区
市立小・中学校に通う場合、学区（校区）は以下の通りとなる。
| 小字 | 小学校             | 中学校               |
| ---- | ------------------ | -------------------- |
| 全域 | 横手市立朝倉小学校 | 横手市立横手北中学校 |

## 交通

### 鉄道
域内に駅はない。最寄り駅は■奥羽本線、■北上線の横手駅。

### バス
羽後交通
- 上台（上台線）
- 杉沢（上台線、横手・大曲線）
- 鶴巻町（上台線、横手・本荘線、横手・大曲線、横手・小安線）
- 中島（上台線）
- 中島会館前（上台線）
- 見入野（上台線）
- 谷地中（上台線）
- 谷地中会館前（上台線）
- 吉沢（上台線）

### 道路
- 国道13号
- 秋田県道272号御所野安田線

## 施設
- 吉沢神社（字吉沢2番地）[28]
祭神：豊受姫大神・厳島比咩大神、祭日：9月11日[28]
社伝によると、寛弘2年（1005年）9月9日に、ト部大連の末流満徳長者致尚による建立だと言われている[29]。
- 誕生神社（字狼沢25番地）[29]
祭神：手力雄大神・宇賀之御魂大神[29]、祭日：5月8日[29]
開創年代は不明であるが、社名の通り神仏習合時代の神社であると考えられる。杉沢には誕生下という字名があり、誕生のお釈迦さまと言われ崇拝されていた[29]。
- 中杉沢簡易郵便局（字中杉沢569番地）[30]